# Магеланник жовтокрилий
Магела́нник жовтокрилий (Melanodera melanodera) — вид горобцеподібних птахів родини саякових (Thraupidae). Мешкає в Патагонії, на Вогняній Землі та на Фолкленських островах.

## Опис

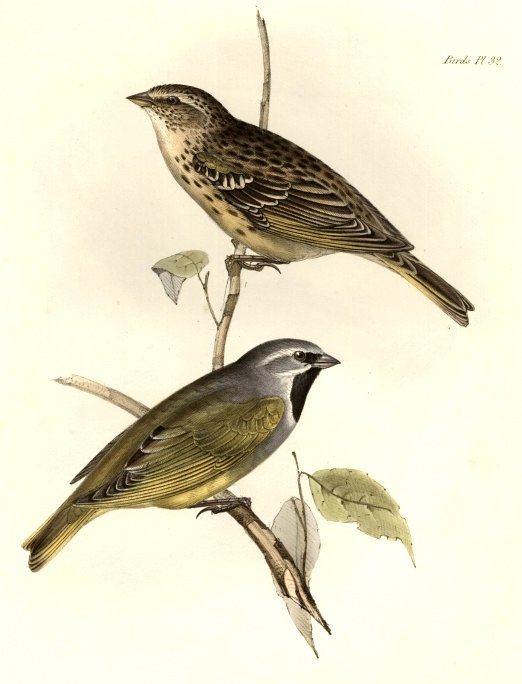
Пара жовтокрилих магеланників (самець зверху, самиця знизу)

Довжина птаха становить 14-15 см. Виду притаманний статевий диморфізм. К самців верхня частина тіла зеленувато-сіра, нижня частина тіла жовта. Голова і верхня частина грудей сірі, шия чорна, на обличчі чорна "маска" з білими краями. На крилах і хвості великі жовті плями. Самиці мають коричневе забарвлення, поцятковане темними плямами, на крилах і хвіості у них жовті смужки. Представники підвиду M. m. princetoniana вирізняють меншими розмірами, коротшими дзьобами та більш жовтими крилами і хвостами.

## Підвиди
Виділяють два підвиди:
- M. m. princetoniana (Scott, WED, 1900) — південь Чилі і Аргентини;
- M. m. melanodera (Quoy & Gaimard, 1824) — Фолклендські острови.

## Поширення і екологія
Жовтокрилі магеланники мешкають в Аргентині, Чилі та на Фолкленських островах. На континенті вони живуть на сухих помірних ковилових і кострицевих луках Festuca gracillima. на пасовищах і полях, поблизу людських поселень. На Фолклендських островах вони живуть на луках Cortadeira pilosa, на пустищах і серед дюн. Зустрічаються переважно на висоті до 580 м над рівнем моря. Живляться насінням. Гніздо робиться з трави, встелюється шерстю або пір'ям, розміщується на демлі або серед каміння. В кладці 3-4 сизих або сіро-зелених яйця, поцяткованих попупурово-коричневими плямками.